# 부빈
부빈(Bouvines, 프랑스어 발음: [buvin], 네덜란드어: Bovingen)은 프랑스 북부 노르 (데파르트망)의 코뮌이자 마을이다. 릴과 투르네 사이의 프랑스-벨기에 국경에 위치해 있다.

## 역사
1214년 7월 27일, 부빈 전투(Battle of Bouvines)가 이곳에서 벌어졌으며, 프랑스 왕 필리프 2세는 대승을 거두었고, 신성 로마 제국 황제 오토 4세(Otto IV)와 잉글랜드 왕 존 (잉글랜드)(John)이 이끄는 연합군에 맞서 싸웠다.

## 인구
| 연도        | 인구 | ±% p.a. |
| ----------- | ---- | ------- |
| 1968        | 560  | —       |
| 1975        | 611  | +1.25%  |
| 1982        | 577  | −0.81%  |
| 1990        | 683  | +2.13%  |
| 1999        | 772  | +1.37%  |
| 2009        | 713  | −0.79%  |
| 2014        | 698  | −0.42%  |
| 2020        | 746  | +1.11%  |
| 출처: INSEE |      |         |

## 같이 보기
- 노르주의 코뮌 목록